# Antonio Alice

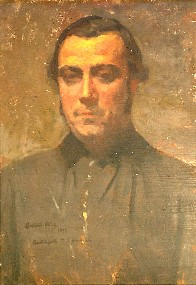
Retrato de Benjamín Lavaisse, original en Museo de Bellas Artes Rosa Galisteo de Rodríguez, Santa Fe, Argentina.

Antonio Alice (Buenos Aires, 23 de febrero de 1886-ibídem, 24 de agosto de 1943) fue un pintor argentino.

## Biografía

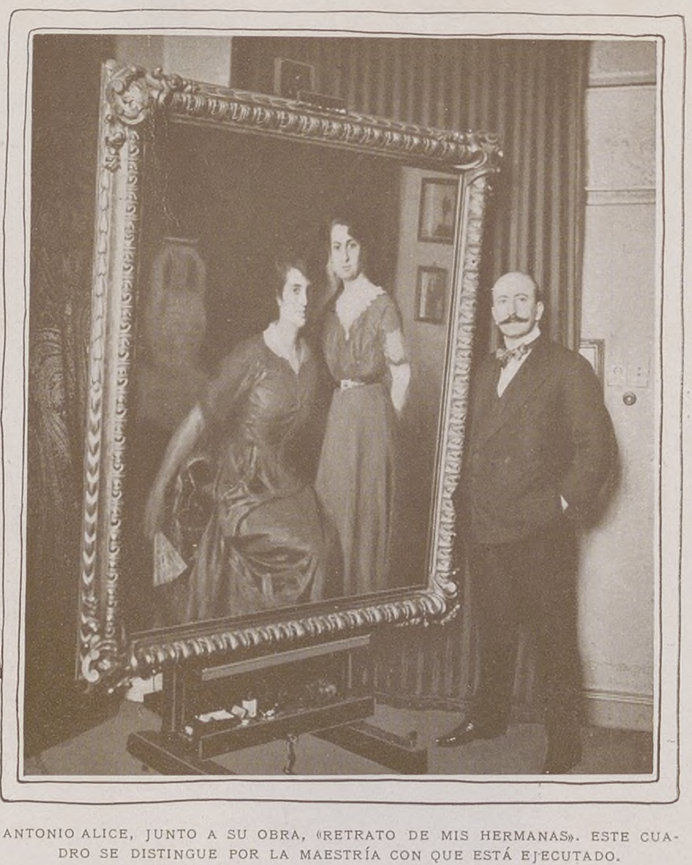
Antonio Alice en 1917.

Cuando contaba con doce años de edad, Cupertino del Campo, entonces estudiante de medicina, reconociendo su verdadera vocación, lo lleva al taller del pintor Decoroso Bonifanti; allí estudia durante seis años, y en 1904 se presenta al Concurso Nacional y obtiene el Premio Roma, que le permite estudiar becado en Europa. 

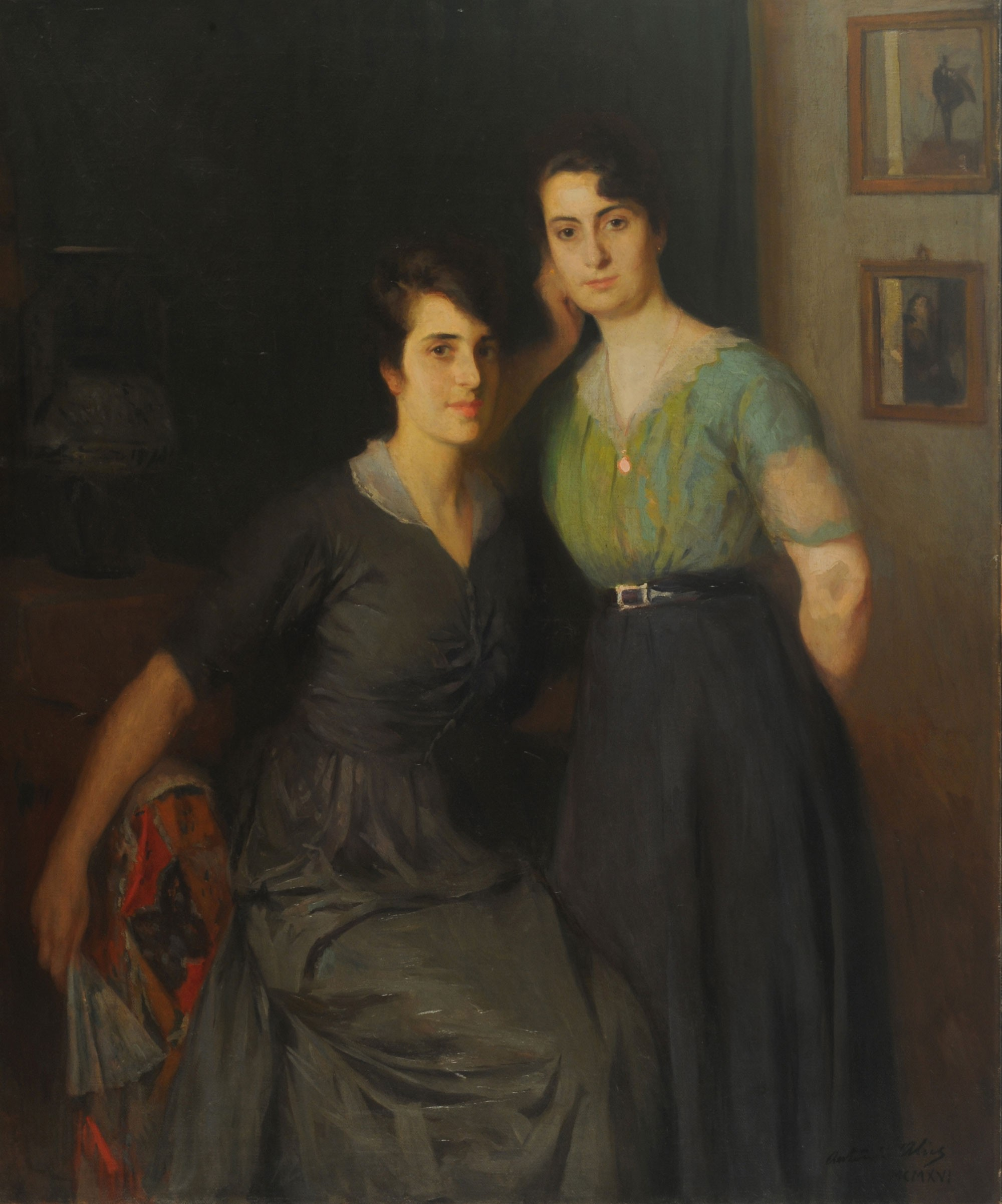
Mis hermanas - Antonio Alice

Ese mismo año parte con su maestro Bonifanti hacia Italia. Ingresa en la Real Academia de Turín, donde estudia bajo la dirección de los maestros Grosso, Tavernier y Gilardi, obteniendo en 1905 la Medalla de Oro concedida por esa academia. En 1911 obtiene la máxima recompensa en el Primer Salón Nacional, con "Retrato de Señora", y en 1915 se le otorga la Gran Medalla de Honor en la Exposición de San Francisco de California.
Busca lograrse como intérprete de las glorias y bellezas de la patria, y se hace presente en el Salón del Centenario, en el concurso de cuadros históricos, con la gran tela "La muerte de Güemes", premiada con Medalla de Oro (1910).
En 1911 obtiene la máxima recompensa en el Primer Salón Nacional, con "Retrato de Señora", y en 1915 se le otorga la Gran Medalla de Honor en la Exposición de San Francisco de California.
Así nacen, con emoción creciente, "San Martín en Boulogne-sur-Mer", "Argentina, Tierra de promisión", "Los Constituyentes de 1853"; grandes telas, cuidadosamente construidas, que llevan el ritmo de una exaltación patriótica, fecunda e integral. 
Expuso en diversos salones argentinos y efectuó muestras individuales en Buenos Aires, Río de Janeiro, Madrid, Turín, Génova, Roma, Venecia, Múnich y París. Sus obras figuran en museos de Buenos Aires, Rosario, Tucumán, Río de Janeiro y en colecciones europeas.